# Isopterygium clerophilum
Isopterygium clerophilum är en bladmossart som beskrevs av Bescherelle 1890. Isopterygium clerophilum ingår i släktet Isopterygium och familjen Hypnaceae. Inga underarter finns listade i Catalogue of Life.